# Aleksandr Szczerbak
Aleksandr Jefimowicz Szczerbak (ros. Александр Ефимович Щербак, ur. 13 czerwca?/25 czerwca 1863 w guberni czernihowskiej, zm. 23 kwietnia 1934 w Sewastopolu) – rosyjski lekarz neurolog i psychiatra, fizjoterapeuta.

## Życiorys
Ukończył studia na Uniwersytecie Kijowskim. Następnie studiował na Cesarskiej Wojskowej Akademii Medycznej w Sankt Petersburgu, którą ukończył w 1887 roku. Był uczniem Jana Mierzejewskiego. W 1890 roku otrzymał tytuł doktora medycyny. W latach 1890–93 uzupełniał studia we Francji i w Niemczech. Od 1893 roku profesor psychiatrii Cesarskiego Uniwersytetu Warszawskiego. Był przychylny Polakom i w 1905 roku poparł rezolucję o przekształceniu uniwersytetu w polską uczelnię. W 1911 roku zmuszono go do opuszczenia katedry. Od 1914 roku w Sewastopolu, gdzie zorganizował Instytut Fizycznych Metod Leczenia (Институт физических методов лечения).
Zasłużony Naukowiec RFSRR. Nadano mu Order Czerwonego Sztandaru Pracy. Jego imieniem nazwano jedną z sewastopolskich ulic.

## Wybrane prace
- Преступный человек [врожденный преступник - нравственно-помешанный - эпилептик] по Lombroso. Санкт-Петербург: типо-лит. П.И. Шмидта, 1889
- Материалы к учению о зависимости фосфорного обмена от усиленной или ослабленной деятельности головного мозга. Санкт-Петербург: тип. т-ва „Обществ. польза”, 1890
- О значении анатомии и патологии нервной системы для физиологической психологии: Речь, чит. в годич. заседании Рус. мед. о-ва в Варшаве 22 февр. 1898 г. Варшава: тип. Варш. ин-та глухонемых и слепых, 1898
- Клинические лекции по нервным и душевным болезням (1905)
- Signe de Babinski et dissociation des réflexes profonds et cutanés, provoqués expérimentalement chez l'homme; valeur séméiologique du réflexe dorsal du pied. Revue Neurologique 16, s. 408, 1908
- Mouvements pendulaires bi- et monoculaires; fermeture volontaire des yeux; centres corticaux oculo-moteur chez l'homme. Progrès méd. 24, ss. 303-308, 1908
- Cas d'acathisie (akathisia paraesthética), guérie par l'autosuggestion; paresthésies vibratoires. Progrès méd. 24, ss. 265-268, 1908
- Основные труды по физиотерапии профессора А.Е. Щербака. Севастополь: Изд-во Сеченовского ин-та, 1936.